# Glendale, Kalifornien
Glendale är en stad i Los Angeles County, Kalifornien, belägen i östligaste delen av San Fernando-dalen. De norra delarna av Glendale sträcker sig upp i Verdugo Mountains och in i Crescenta Valley. Glendale utgör en egen stad inom stor-Los Angeles. I staden bor 207 157 människor på en yta av 79,4 km². Av dem härstammar 34,1 procent från Armenien. Glendale gränsar till städerna Los Angeles, La Cañada-Flintridge och Burbank.